# 손미란
손미란(1982년~)은 대한민국의 배우이다.

## 출연
- 《슬픈 연가》

## 출신 학교
- 부산여자상업고등학교
- 서일대학교 연극영화과